# Icukušima

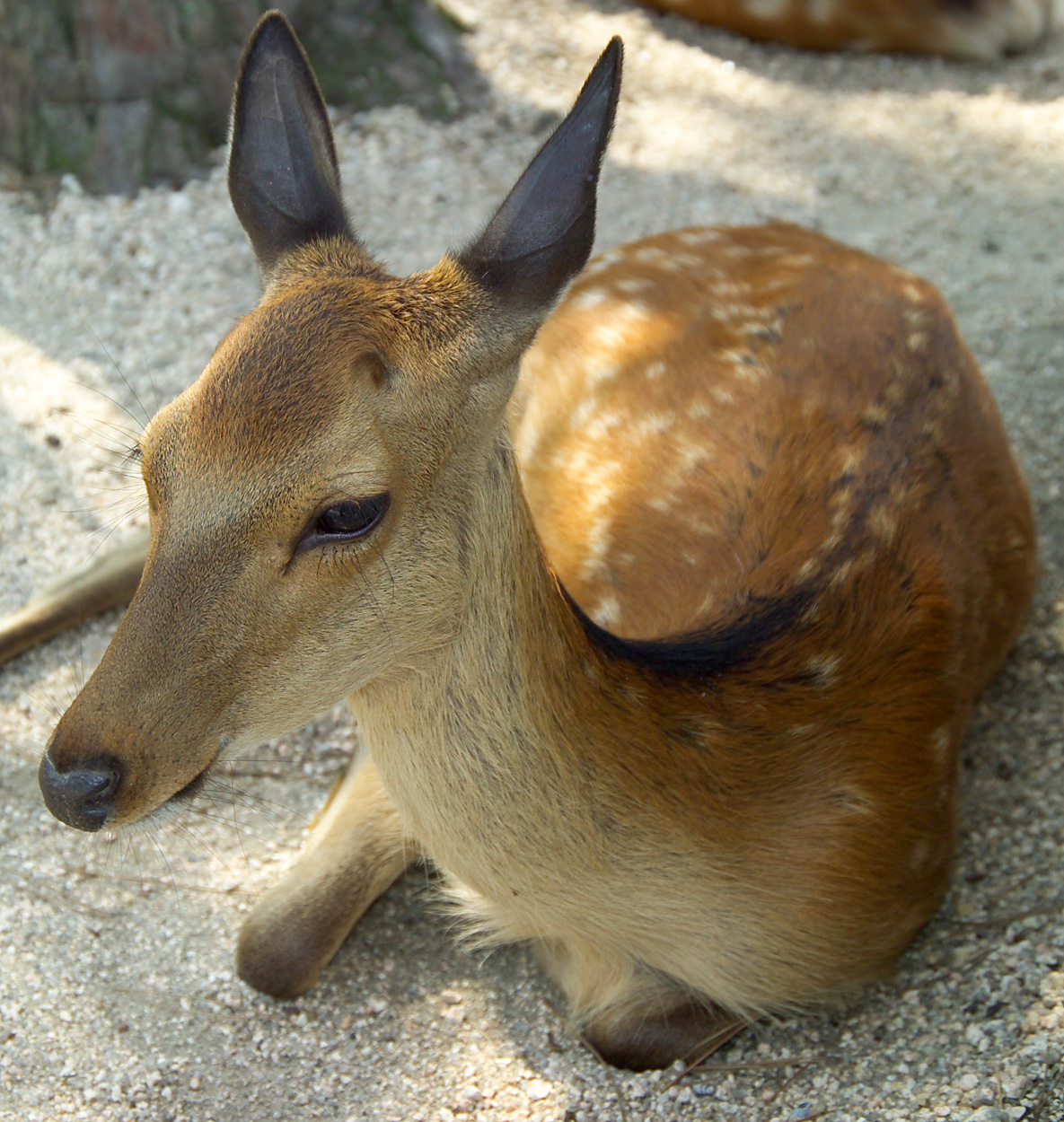
Místní jelínci jsou krotcí.

Icukušima (japonsky: 厳島) je japonský ostrov ležící ve Vnitřním moři. Je také znám jako Mijadžima (宮島). Icukušima je součástí města Hacukaiči (廿日市) v prefektuře Hirošima. V minulosti ostrov tvořil samostatné město Mijadžima, ale v roce 2005 se spojil s větším městem Hacukaiči.
Icukušima je známá díky Svatyni Icukušima, která je od roku 1996 zapsána na Seznamu světového dědictví UNESCO. Podle historických pramenů byla svatyně založena už v době vlády císařovny Suiko (v 6. století), ale současnou podobu dal svatyni v roce 1168 Kijomori Taira. V roce 1555 porazil Móri Motonari v bitvě u Mijadžimy Sue Harukatau. Tojotomi Hidejoši nechal postavit velkou budovu, Sendžókaku (Pavilon tisíce rohoží), na kopci nad svatyní. Ostrov je natolik posvátný, že je zde od roku 1985 zakázáno jak pohřbívat, tak rodit, aby nebyla pevnina znesvěcena.
Icukušima je hornatý a řídce osídlený ostrov s jednou základní a jednou střední školou. Nejvyšším bodem ostrova je 530 metrů vysoká hora Misen (弥山). Na její vrcholek vede lanovka. Spojení s pevninou zajišťuje přívoz – cesta trvá asi 10 minut.
Po celém Japonsku jsou dobře známy místní javory, které na podzim zahalí celý ostrov do rudého hávu. Populárním suvenýrem je Momidži mandžú, cukroví plněné džemem z fazolí azuki nebo vaječným krémem a pokryté emblémy javorových listů. Protože je ostrov posvátný, nesmí se stromy kácet. Žijí zde krotcí jelínci a opice.

## Galerie

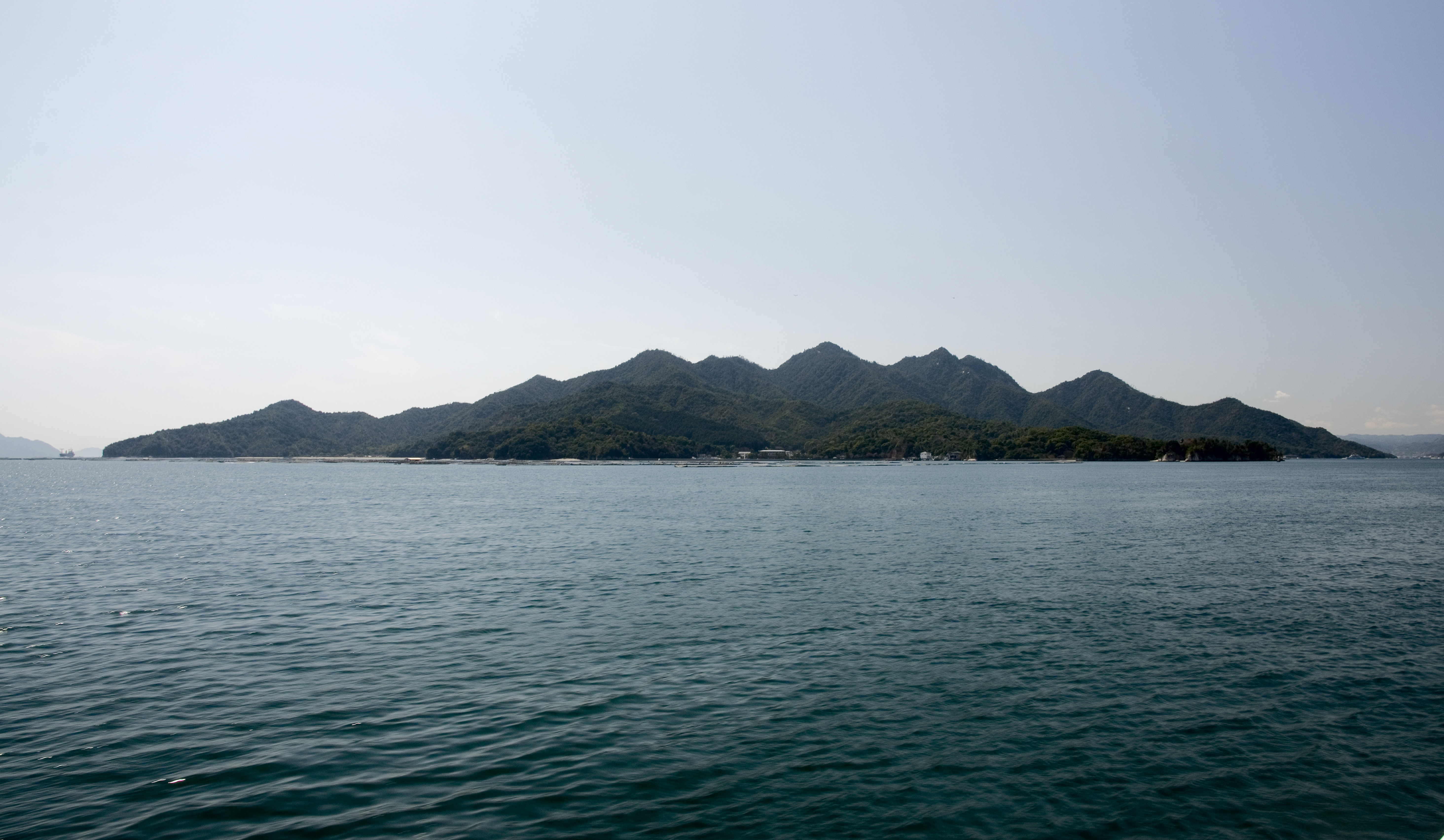
Celkový pohled na ostrov z východního směru.
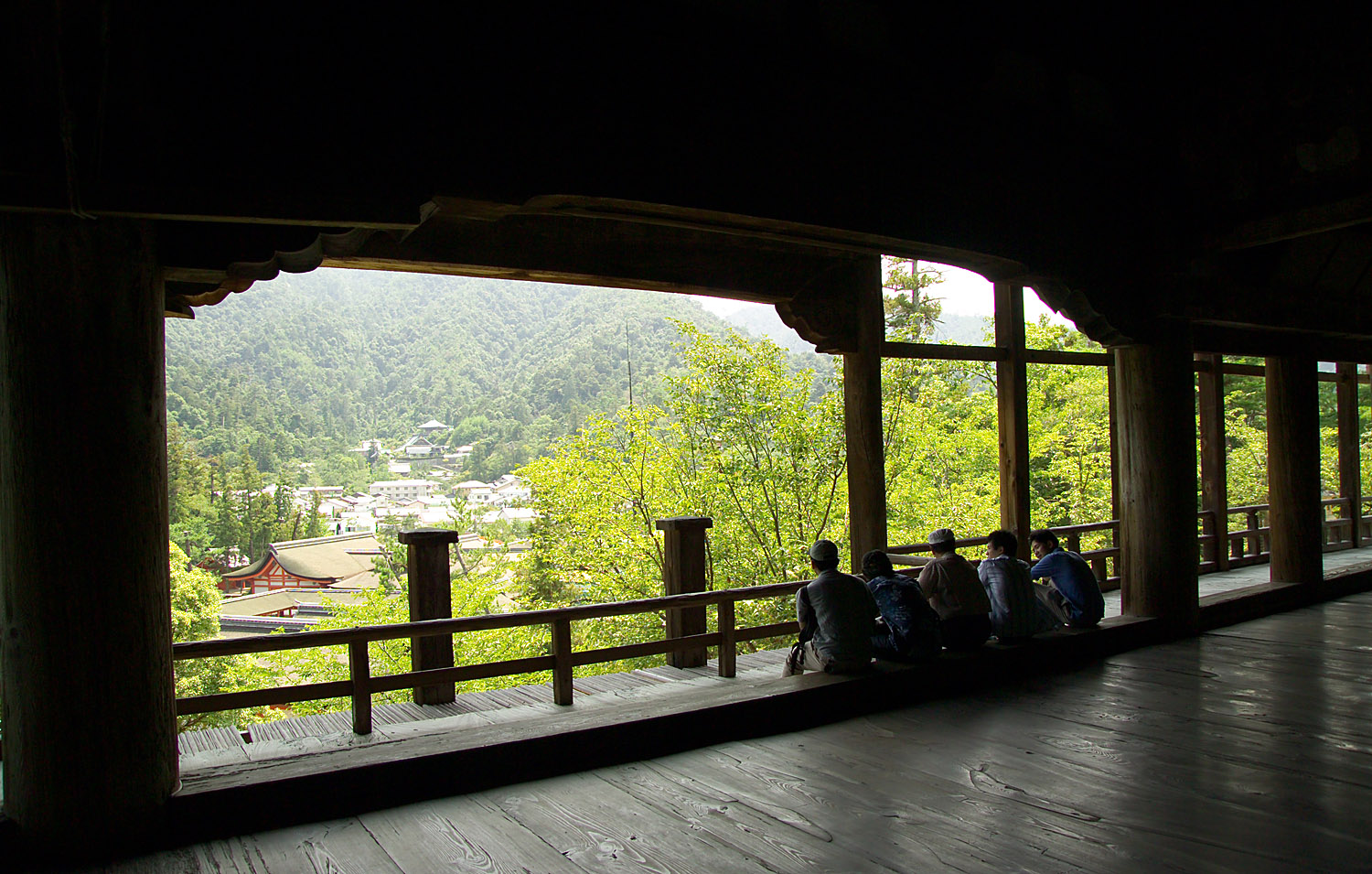
Ze Sendžókaku je výhled na svatyni Icukušima.
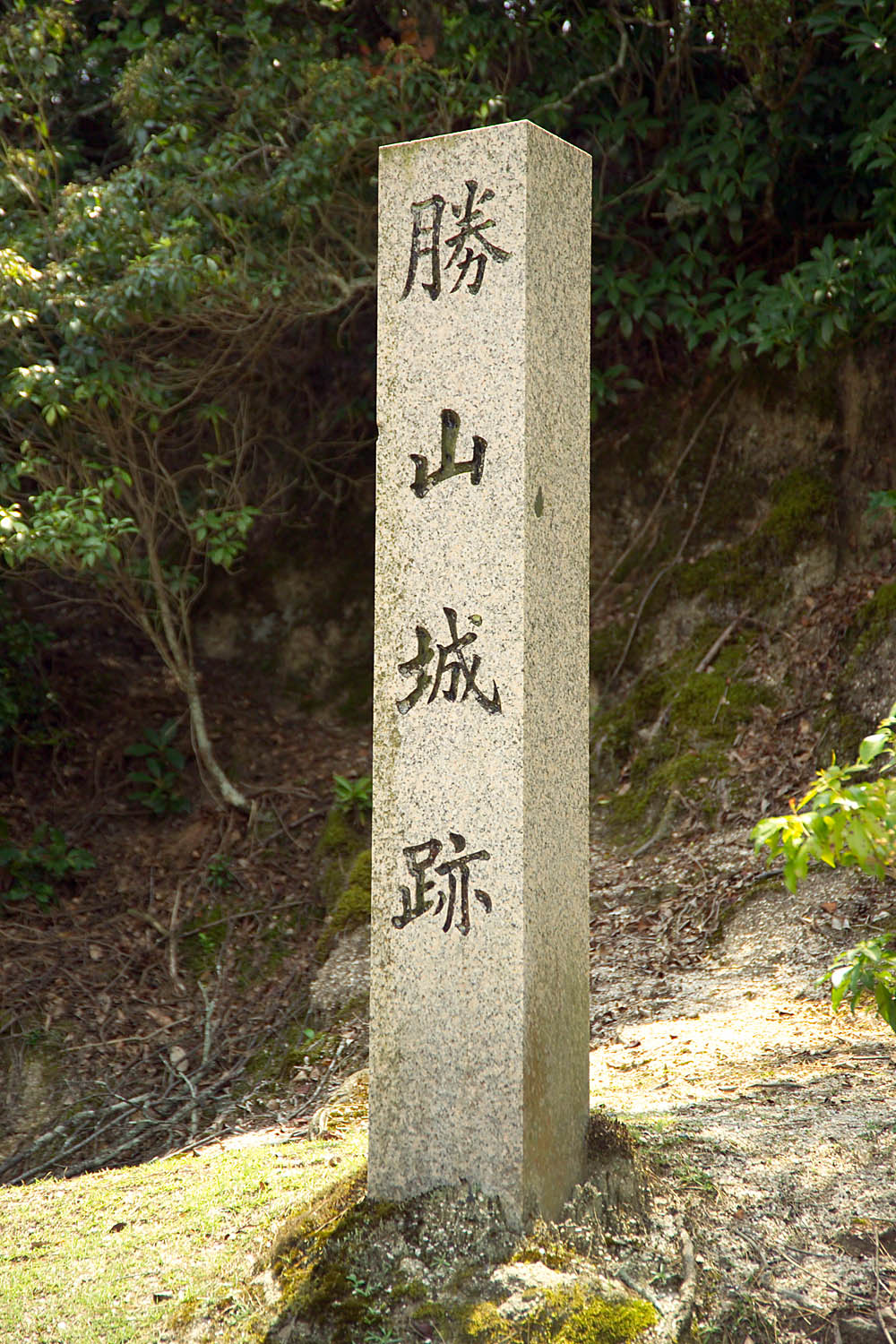
Na tomto místě kdysi stál hrad Kacujama.
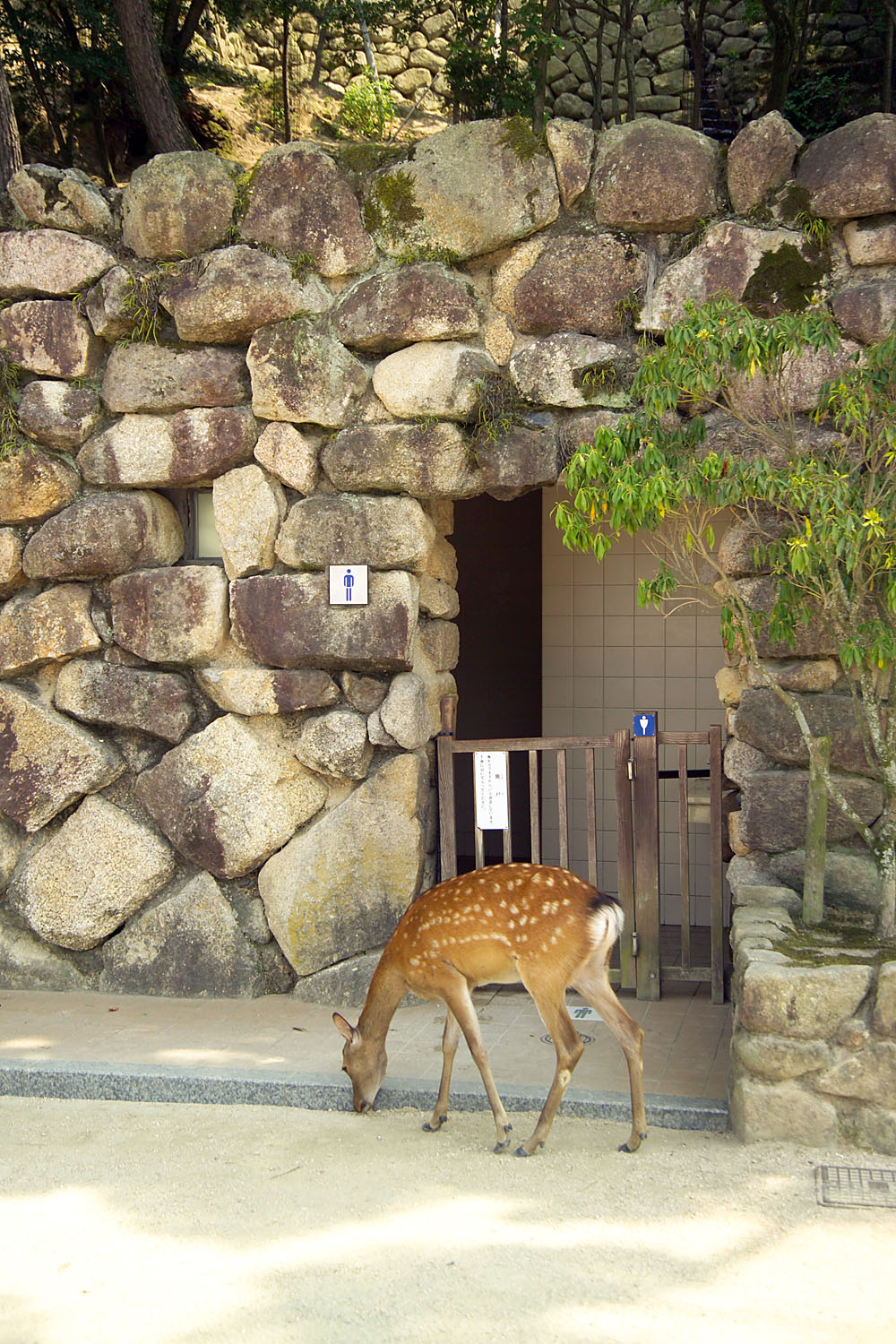
Veřejné záchodky mají kvůli všudepřítomným jelínkům vrátka.